# Castrignano del Capo
Castrignano del Capo är en ort och kommun i provinsen Lecce i regionen Apulien i Italien. Kommunen hade 5 193 invånare (2017).